# Carex superata
Carex superata är en halvgräsart som beskrevs av Naczi, Reznicek och B.A.Ford. Carex superata ingår i släktet starrar, och familjen halvgräs. Inga underarter finns listade i Catalogue of Life.